# 圣女之歌 (电影)
《圣女之歌》（英語：The Song of Bernadette）是一部1943年上映的美国传记片与剧情片，改编自弗朗茨·维尔费尔于1941年出版的同名小说。影片由亨利·金执导，乔治·西顿编剧，主演为珍妮佛·瓊斯，讲述了伯尔纳黛·苏比鲁的故事——她在1858年2月至7月间声称在露德圣母显圣中经历了十八次圣母玛利亚的异象，并于1933年被封圣。
该小说出版后极受欢迎，连续一年多登上《纽约时报畅销书榜》，其中13周排名榜首。该故事还被改编为百老汇舞台剧，于1946年3月在贝拉斯科剧院首演。

## 剧情
1858年，14岁的伯尔纳黛·苏比鲁与家人生活在法国露德的贫困之中。她因哮喘影响学业而被天主教学校教师玛丽-特蕾丝·瓦祖修女羞辱。那天下午，她与姐姐玛丽及朋友外出拾柴，在马萨比耶尔山洞稍作停留时，伯尔纳黛被一阵怪风与光线吸引，看到一位身穿白衣的美丽女子立于岩石上。伯尔纳黛告诉伙伴，却要求保密，但玛丽回家后将此事告知母亲，消息很快传遍卢尔德。
许多人（包括她的伯母贝尔纳德）相信她的真诚，支持她对抗父母的怀疑。伯尔纳黛按女子所说反复拜访山洞，卢尔德的市民也随行而至。虽然本堂神父多明尼克·佩拉马勒不愿涉入，但民政当局对伯尔纳黛进行威胁式讯问，她以朴素应对，坚持所言真实。一次，圣母请求她饮水并洗净面容，尽管当时泉眼不存在，她仍挖掘泥地并涂泥于面，遭到嘲笑。不久后泉水涌现，并显现神奇疗效，吸引大量病患前往卢尔德。
最终一次显现时，圣母自称为“无原罪始胎”。民政当局试图将伯尔纳黛判为疯子，佩拉马勒神父却转而坚定支持她，请求教会正式调查其经历是否为真实、幻觉或欺诈。
山洞被封锁，塔布-卢尔德教区主教表示，除非拿破仑三世下令开放，否则无法展开调查。其后路易·拿破仑皇子喝下卢尔德圣水而痊愈，皇后欧仁妮皇后强烈要求开放山洞，教会遂组建调查委员会。调查历时多年，伯尔纳黛屡被讯问，委员会最终认定她确实经历了真实的异象，并由圣母玛利亚显现。
佩拉马勒认为她不应继续过普通生活，劝其加入内韦尔慈善修女会。伯尔纳黛在修道院中接受严格的灵修训练，也遭受来自瓦祖修女的精神压迫。瓦祖质疑：为何自己苦修一生却未被拣选，而伯尔纳黛却得此殊荣。
伯尔纳黛坦言自己未曾受苦，随后揭示其袍下藏有肿瘤，使瓦祖震惊。医生诊断其患有肺结核，虽极度痛苦，但她从未提及。瓦祖幡然悔悟，发誓终身服侍伯尔纳黛。尽管病重，伯尔纳黛仍拒绝使用圣水治疗。
弥留之际，她召见佩拉马勒，表达对自身不配的自责，并哀伤地称也许再也见不到圣母。但此时圣母显现于她眼前，微笑并张开双臂。伯尔纳黛欣喜地呼唤圣母后安然逝世。佩拉马勒感慨道：“你现在在天上，也在人间。你的生命才刚刚开始，噢，伯尔纳黛。”